# Danny Huston
Daniel Sallis „Danny“ Huston (* 14. května 1962) je americký herec a režisér. Jako téměř svůj první film režíroval snímek jménem Pan North, kde mimo jiné hrála i jeho sestra, Anjelica Huston.

## Filmografie

### Film
| Rok  | Jméno filmu                             | Role                             | Poznámky       |
| ---- | --------------------------------------- | -------------------------------- | -------------- |
| 1995 | Opustit Las Vegas                       | barista č. 2.                    |                |
| 1997 | Anna Kareninová                         | Stiva                            |                |
| 1998 | Spanish Fly                             | John                             |                |
| 1998 | Susanin plán                            | gambler č. 2.                    |                |
| 1999 | Rockin' Good Times                      | manažer Jimmyho                  |                |
| 2000 | Časový kód                              | Randy                            |                |
| 2000 | Exitus                                  | Ivan Beckman                     |                |
| 2001 | Eden                                    | Kalman                           |                |
| 2001 | Hotel                                   | manažer hotelu                   |                |
| 2002 | Torture TV                              | Gary Silverman                   |                |
| 2002 | The Bacchae                             | Herdsman                         |                |
| 2003 | 21 gramů                                | Michael                          |                |
| 2004 | Silver City                             | Danny O'Brien                    |                |
| 2004 | Zrození                                 | Joseph                           |                |
| 2004 | Letec                                   | Jack Frye                        |                |
| 2005 | Proposition                             | Arthur Burns                     |                |
| 2005 | Nepohodlný                              | Sandy Woodrow                    |                |
| 2006 | Marie Antoinetta                        | Josef II.                        |                |
| 2006 | Opravdová hlava rodiny                  | Jim Ferris                       |                |
| 2006 | Potomci lidí                            | Nigel                            |                |
| 2006 | Zatmívání                               | Orson Welles                     |                |
| 2007 | Číslo 23                                | Isaac French / Dr. Miles Phoenix |                |
| 2007 | I Really Hate My Job                    | Al Bowlly / on sám               |                |
| 2007 | Království                              | Gideon Young                     |                |
| 2007 | 30 dní dlouhá noc                       | Marlow                           |                |
| 2008 | Kreutzer Sonata                         | Edgar                            |                |
| 2008 | Jak se zbavit přátel a zůstat úplně sám | Lawrence Maddox                  |                |
| 2009 | X-Men Origins: Wolverine                | Colonel William Stryker          |                |
| 2009 | Boogie Woogie                           | Art Spindle                      |                |
| 2010 | Na hraně temnoty                        | Jack Bennett                     |                |
| 2010 | Souboj Titánů                           | Poseidón                         |                |
| 2010 | Doktor Smrt                             | Geoffrey Fieger                  | televizní film |
| 2010 | Cesta samuraje                          | Colonel                          |                |
| 2010 | Robin Hood                              | Richard Lví srdce                |                |
| 2010 | Konspirátor                             | Joseph Holt                      |                |
| 2011 | Příšerka v Paříži                       | Préfet Maynott                   | hlas           |
| 2011 | PlayOff                                 | Max Stoller                      |                |
| 2012 | Two Jacks                               | Jack                             |                |
| 2012 | Hněv Titánů                             | Poseidón                         |                |
| 2012 | Unesená                                 | Tim Harlend                      |                |
| 2012 | Hitchcock                               | Whitfield Cook                   |                |
| 2012 | Boxing Day                              | Basil                            |                |
| 2013 | Futorologický kongres                   | Jeff                             |                |
| 2014 | Velké oči                               | Dick Nolan                       |                |
| 2014 | Osvoboditel                             | Martin Torkington                |                |
| 2015 | Pressure                                | Engel                            |                |
| 2015 | Frankenstein                            | Viktor Frankenstein              |                |
| 2016 | Vidím jenom tebe                        | doktor Hughes                    |                |
| 2017 | Wonder Woman                            | Generál Erich Ludendorff         |                |
| 2017 | Poslední semestr                        | Peter Matthew                    |                |
| 2018 | Noční hra                               | Donald Anderton                  |                |
| 2018 | Poslední semestr                        | Peter Matthew                    |                |
| 2018 | Stan a Ollie                            | Hal Roach                        |                |
| 2019 | Pád anděla                              | Wade Jennings                    |                |
| 2022 | Detektiv Marlowe                        | Floyd Hanson                     |                |
| 2022 | Přes řeku a do stínu stromů             | kpt. Wes O'Neill                 |                |
| 2023 | Až na konec světa                       | Rudolph Schiller                 |                |
| 2023 | Život vzhůru nohama                     | Paul Hasselberg                  |                |
| 2024 | Horizont: Americká sága                 | plk. Albert Houghton             |                |
| 2024 | Vrána                                   | Vincent Roeg                     | postprodukce   |

### Televize
| Rok       | Titul                             | Role                   | Poznámka              |
| --------- | --------------------------------- | ---------------------- | --------------------- |
| 2004      | Kriminálka Las Vegas              | Ty Caulfield           | díl: „Falešní hráči"  |
| 2008      | John Adams                        | Samuel Adams           | TV minisérie          |
| 2010      | Doktor Smrt                       | Geoffrey Fieger        | TV film               |
| 2012–2013 | Město divů                        | Benjamin Diamond       | 16 dílů               |
| 2013–2014 | American Horror Story: Coven      | sekerník z New Orleans | 7 dílů                |
| 2014      | Mystérium sexu                    | Douglas Greathouse     | 3 díly                |
| 2014–2015 | American Horror Story: Freak Show | Massimo Dolcefino      | 3 díly                |
| 2018–2019 | Yellowstone                       | Dan Jenkins            | 17 dílů               |
| 2019      | Boj o moc                         | Jamie Laird            | 6 dílů                |
| 2019      | Doktor Martin                     | Robert Brooke          | díl: „Divoký venkov " |